# Sitaloka
Sitaloka (trb. Sītāloka, „Siedziba Sity”, „Świat Sity”
) – subtelny wymiar egzystencji po śmierci lub sfera w zaświatach, niebo hinduistycznej bogini Sity.
W dziele Bhuśundi Ramajana świat (loka) o nazwach Sitaloka lub Sitawajkuntha wskazywany jest jako siedziba boga Ramy.